# 박흥용
박흥용(1959년 3월 21일 ~ )은 대한민국의 만화가이다. 1959년 충청북도 영동에서 태어났다. 그의 할아버지는 대목 곧 큰 절이나 한옥을 짓는 목수 명장이었으며 집안 어른들이 그림을 잘 그려서 박흥용도 영향을 받았다.

## 경력

### 데뷔
박흥용은 중학교 2학년때부터 만화가를 장래희망으로 정했으며, 1975년부터 만화를 배우기 시작하였다. 1981년 데뷔작 《돌개바람》을 펴냈으나 주목을 받지 못하고 10여 년간 꾸준한 연재 없이 만화 공모전 응모나 부정기적인 중편과 단편을 발표했다.

### 군 제대 이후
군대 제대 후, 가진 자와 가지지 못한 자간의 계급투쟁을 다룬《백지》, 5·18 광주 민주화 운동을 다룬 《늙은 군인의 노래》와 《하늘》로 전두환 군사독재 정권의 탄압을 받았으나 일본 만화계의 초청으로 휴식의 시간을 가지는 동안 1987년 6월민주항쟁으로 정치적으로는 민주화되어 권력에 의해 사상의 자유를 탄압받는 일이 없게 되었다.

### 1990년대를 상징하는 작가
1990년대 괄목할 만한 성과를 보여, 시인 함성호가 그를 두고 ‘90년대 한국만화의 성과’라고 평가했으며,‘작가주의 작가’라 불리며 만화가 지망생들이 가장 부러워하고 만화평론가들의 찬사가 끊임없이 이어지는 작가이다.

### 신문연재
영감을 얻으려면 성서를 반드시 읽어야 한다는 선배들의 권유로 성서를 읽기 시작한 일과 종교적 경험으로 기독교 신앙을 받아들인 박흥용은 30대 무렵에 국민일보에 목수인 예수에게서 나오는 능력과 지혜에 대장장이인 예수가 감탄한다는 내용의 《검》을 연재했다.

### 창작의 의미
박흥용 화백은 자신의 창작활동을 가리켜 ‘약자인 나와 내 이웃들이 살고 있던 세상을 본대로, 들은대로 그림을 그리고 기록한 것’이라고 하였다.

## 수상
- 1986년 만화광장 신인만화공모 대상
- 1996년 대한민국만화문화대상 저작상
- 1999년 문화관광부 제 1회 오늘의 우리만화

## 작품
- 《돌개바람》(1981)
- 《백지》-만화광장 현상응모 당선작.
- 《늙은 군인의 노래》
- 《무인도》(고려가, 1984)
- 《학습만화 세계사》(계몽사, 1987) 글, 감수: 이원복, 그림:박흥용
- 《구르믈 버서난 달처럼》(대원, 1995 · 바다그림판, 2002)[6]
- 《경복궁 학교》(1997)-붕괴된 건물지하에 갇힌 사람들이 자신들의 이야기를 하는 이야기.
- 《내 파란 세이버》(대원, 1998)-성장만화.
- 《그의 나라》(대원, 2002)
- 《호두나무 왼쪽 길로》(황매, 2003)-
- 《쓰쓰돈 돈쓰 돈돈돈쓰 돈돈쓰》(황매, 2008)
- 《빛 Phos》(황매, 2008)
- 《박흥용 1986-1992》:초기 만화를 모은 만화집.
- 《만화 인물 성경》(전10권,이장희 등 글/유동일 등 그림/고진하 감수/박흥용 기획/바다출판사)
- 《검》
- 《나도 사람이야》(카카오 웹툰)[7]
- 《소쩍이 운다》(카카오 웹툰)[8]
- 《여우는 같은 덫에 두 번 걸리지 않는다》(카카오 웹툰)[9]
- 《새벽날개》(카카오 웹툰)[10]